# Квензер
Квензер — река в России, протекает в Томской области. Устье реки находится в 81 км от устья реки Екыльчак. Длина реки составляет 51 км, площадь водосборного бассейна 421 км².

## Данные водного реестра
По данным государственного водного реестра России относится к Верхнеобскому бассейновому округу, водохозяйственный участок реки — Васюган, речной подбассейн реки — Васюган. Речной бассейн реки — (Верхняя) Обь до впадения Иртыша.
Код объекта в государственном водном реестре — 13010800112115200032540.